# Arabayona
Arabayona är en ort i Spanien.   Den ligger i provinsen Provincia de Salamanca och regionen Kastilien och Leon, i den centrala delen av landet, 160 km väster om huvudstaden Madrid. Arabayona ligger 853 meter över havet och antalet invånare är 476.
Terrängen runt Arabayona är platt. Runt Arabayona är det glesbefolkat, med 8 invånare per kvadratkilometer. Närmaste större samhälle är Villoría, 5,9 km söder om Arabayona. Trakten runt Arabayona består till största delen av jordbruksmark.